# Tomira Kowalik
Tomira Kowalik, także Tomira Kowalik-Drissi (ur. 3 października 1947 we Wrocławiu, zm. 28 czerwca 2025) – polska aktorka teatralna i filmowa.

## Życiorys
W 1972 roku ukończyła studia na Wydziale Aktorskim Państwowej Wyższej Szkoły Filmowej, Telewizyjnej i Teatralnej w Łodzi. W teatrze zadebiutowała 10 grudnia 1972 rolą Mollie w Pułapce na myszy Agathy Christie na scenie  Teatru im. Wilama Horzycy w Toruniu. Aktorka związana z Teatrem Wybrzeże w Gdańsku (1973–2007). Współpracowała także z teatrami: Polskim im. Hieronima Konieczki w Bydgoszczy, Palladium w Warszawie, Konsulat w Gdyni oraz Teatrem Polskiego Radia.
Po przejściu na emeryturę przeprowadziła się do Warszawy. 
Została pochowana 5 lipca na cmentarzu Świętej Rodziny we Wrocławiu.
Żona marokańskiego reżysera Abdellaha Drissi (ur. 1941).

## Filmografia
- 1968: Stawka większa niż życie − dziewczyna całująca się w fotoplastikonie (odc. 10), Gerda Tinsler, koleżanka Ewy (odc. 13)
- 1977: Królowa pszczół − matka Marioli
- 2002–2003: Lokatorzy − dyrektorka szkoły (odc. 81), klientka kwiaciarni (odc. 150)
- 2003–2007: Sąsiedzi − Kowalska (odc. 14), Teresa Wyciąg (odc. 20, 29−30, 46, 58, 60, 79, 95, 98, 119, 124)
- 2008: Rubinowe gody − Jadwiga
- 2009: Nie opuszczaj mnie − stara prostytutka
- 2009: Miasto z morza − pasażerka pociągu
- 2009: Miasto z morza − pasażerka pociągu (odc. 1)
- 2009: Dom nad rozlewiskiem − Zuzanna (odc.4, 6−9, 12−13)
- 2010–2011: Plebania − Nawrocka (odc. 1573−1575), parafianka (odc. 1693−1694)
- 2010: Miłość nad rozlewiskiem − Ania (odc. 3), Zuzanna (odc. 2, 5, 7−9, 11, 13)
- 2011: Daleko od noszy − pacjentka (odc. 204)
- 2011: Komisarz Alex − sąsiadka Agnieszki (odc. 12)
- 2011: M jak miłość − Węgierkowa (odc. 827)
- 2011: Układ warszawski − sąsiadka Małeckiego (odc. 3)
- 2011: Wiadomości z drugiej ręki − straganiarka (odc. 36)
- 2012: M jak miłość − sąsiadka Pawła Zduńskiego (odc. 943)
- 2012: Oberlagen
- 2013: Lekarze − Rozalia (odc. 24)
- 2013: Radosław
- 2013: Układ zamknięty − sekretarka dziekana w roku 1968
- 2014: Klan − ciotka Marianny Wiśniewskiej
- 2014: Lekarze nocą − pacjentka (odc. 4)
- 2014: Na dobre i na złe − Anna (odc. 551)
- 2015: Pakt − gosposia w domu Strojnowskiego (odc. 4)
- 2015: Przypadki Cezarego P. − sąsiadka (odc. 1)
- 2015: Strażacy − mieszkanka kamienicy (odc. 4)
- 2016: Kapel mistrze
- 2016: Komisarz Alex − bibliotekarka (odc. 94 – Czarownice)
- 2016: Na Wspólnej − pacjentka (odc. 2298)
- 2016: Planeta singli − starsza pani
- 2016: Zjednoczone stany miłości − kuracjuszka
- 2017: Gotowi na wszystko. Exterminator − sprzątaczka w klubie "Diabolique"
- 2017: Klan − sąsiadka Dominiki Torman
- 2017: Na sygnale − pacjentka Regina (odc. 137 – Ostatnia szansa)
- 2017: Pustkowie − Maria
- 2017: Serce nie sługa − kobieta z pieskiem
- 2017: W rytmie serca − klientka supermarketu "Jamniczek" w Kazimierzu Dolnym (odc. 11)
- 2018: Elizabeth − pensjonariuszka
- 2018: Korona królów − uboga kobieta (odc. 11), Litwinka
- 2018: Miłość jest wszystkim − aktorka na pogrzebie Szwarca
- 2018: Nikotyna − babcia
- 2018: Pakt − babcia
- 2018: Przyjaciółki − wróżka (odc. 126)
- 2018: Ukryta prawda – Maria Kolbik (odc. 860)
- 2019: Jak poślubić milionera? − kobieta z pieskiem przed wejściem do supermarketu
- 2019: Jak zostałem gangsterem. Historia prawdziwa − matka "Mariuszka"
- 2019: Młody Piłsudski − medium Sara Franzoni (odc. 4)
- 2019: Mowa ptaków − pacjentka w domu opieki
- 2019: Riksza − matka Synka
- 2019: Supernova − sąsiadka, znajoma Matysów
- 2019: 39 i pół tygodnia − kobieta w poczekalni szpitala (odc. 2)
- 2019: Znamię − babcia
- 2020: Jonasz z 2B − babcia Jonasza (odc. 4, 9)
- 2020: Listy do M. 4 − staruszka - sąsiadka
- 2020: Na jedną noc − pani Halina
- 2020: Na sygnale − starsza pani (odc. 256)
- 2020: Raz, jeszcze raz − sąsiadka
- 2020: Usta usta − Stefa, pensjonariuszka domu opieki (odc. 39)
- 2021: Cień − kobiecina (odc. 6)
- 2021: Dawid i elfy − Emilia
- 2021: Jonasz z maturalnej – babcia Jonasza (odc. 3)
- 2021: Kowalscy kontra Kowalscy – szeptucha (odc. 43)
- 2021: Na dobre i na złe − gospodyni księdza (odc. 801)
- 2021: Na sygnale – Zofia (odc. 314)
- 2021: Ojciec Mateusz – staruszka (odc. 328), sąsiadka Czapów (332)
- 2021: Old People
- 2021: Piękni i bezrobotni − staruszka (odc. 3)
- 2021: Sexify − starsza pani (odc. 1)
- 2021: Układ − Rozalia, sąsiadka Michała Pięknego (odc. 2)
- 2021: Planeta Singli. Osiem historii − pani w aptece
- 2022: Gang Zielonej Rękawiczki – Zofia (odc. 1–8)
- 2022: Herkules – Marianna Nowak, babcia Herkulesa (odc. 3–8)
- 2022: Komisarz Mama – Danuta Klarewska (odc. 29)
- 2022: M jak miłość – sąsiadka (odc. 1665)
- 2022: Mój agent – klientka kwiaciarni (odc. 2)
- 2022: Na Wspólnej − pani Aniela (odc. 3450, 3455−3457, 3464)
- 2022: Powrót – starsza pani w piekarni (odc. 4)
- 2022: Śubuk – opiekunka Bożena
- 2022: The Office PL – Barbara (odc. 21)
- 2022: Warszawianka – gosposia ojca "Czułego" (odc. 4, 7–9, 11)
- 2023: 1670 – stara chłopka (odc. 2, 4–5, 8)
- 2023: Delegacja – Agnieszka, żona Pawła
- 2023: Kiedy ślub? – pani Bielak, sąsiadka Tośka (odc. 4, 7)
- 2023: O psie, który jeździł koleją – starsza pani
- 2024: Na sygnale – Malwina (odc. 431)
- 2024: Cisza nocna – Grażyna
- 2024: Dzielnica strachu – Anuszka (odc. 230)
- 2024: Gang Zielonej Rękawiczki II – Zofia
- 2024: Komisarz Alex – starsza pani z psem (odc. 264)
- 2024: Na sygnale – pani Mirecka (odc. 514)
- 2024: Pierwsza miłość – Mieczysława Wielańska
- 2024: Rojst. Millenium – stara kobieta (odc. 6)
- 2024: Szadź 4 – pacjentka szpitala psychiatrycznego (odc. 2–7)
- 2025: Na sygnale – pani Ela (odc. 657)
- 2025: Dzielnica strachu – Anuszka (odc. 334)
- 2025: Edukacja XD – Tomieniowa (odc. 4)
- 2025: Wujek foliarz – starsza pani z konduktu

## Spektakle Teatru TV
- 1974: Poszukiwania – Elżbieta
- 1976: Łgarz – Sabina
- 1983: Ślub – Dama
- 1983: Wychowanka – Zosia, wychowanka
- 1987: Mała Raque – Służąca
- 1989: Misterium Wielkanocne – Chór Kapników
- 1990: Gody weselne – Gość weselny
- 2017: Cicha noc – Mama
- 2017: Zakład karny o stówę – Sąsiadka
- 2018: Pradziady – Paloma
- 2019: Żona Łysego – Głos Nowackiej

## Nagrody
- Nagroda Prezydenta Miasta Gdańska w Dziedzinie Kultury z okazji jubileuszu 35-lecia pracy artystycznej (2008)[6]